# Anime Gate
Anime Gate – dział polskiego przedsiębiorstwa Vision, którego prawnie i finansowo stanowi część. Jego zadaniem była dystrybucja japońskich filmów animowanych oraz aktorskich filmów azjatyckich. Tytuły Anime Gate trafiały przeważnie bezpośrednio na DVD, do kin trafiły dotychczas tylko dwa filmy (Appleseed i Vexille). Wśród tytułów wydawanych przez Anime Gate znalazły się wszystkie rodzaje anime, także produkcje typu hentai.
Pierwszym filmem wydanym przez Anime Gate był Appleseed, który wszedł do polskich kin 7 października 2005, a 24 listopada pojawił się na DVD. W późniejszym czasie na DVD ukazały się między innymi seria OAV Okręt podwodny 707 oraz film aktorski Casshern. Pierwszym serialem wydanym przez Anime Gate była Rushuna – wystrzałowa wojowniczka.
Inicjatorem Anime Gate oraz najważniejszą jego twarzą był Paweł „MrJedi” Musiałowski – osoba od lat związana z polskim fandomem anime, wcześniej m.in. redaktor naczelny magazynów Kawaii i Mangazyn skierowanych do otaku. Początkowo Anime Gate było krytykowane za dobór anime oraz ustawiczne przesuwanie terminów premier. Gdy firma zaczęła wywiązywać się z zapowiedzianych terminów, a w ofercie znalazły się produkcje interesujące fanów, np. Vampire Hunter D: Żądza krwi, Ergo Proxy czy Samurai Champloo, opinia o niej wśród polskich miłośników japońskiej animacji zaczęła się poprawiać, choć jakość obrazu nadal pozostawiała wiele do życzenia. Przedsiębiorstwo podejmowało różne kroki, aby zainteresować potencjalnych klientów, przede wszystkim fanów anime, dołączając do filmów karty do gry, pocztówki bądź zatrudniając Danutę Stachyrę jako lektora – polskim miłośnikom anime kojarzy się ona przede wszystkim z Czarodziejką z Księżyca, której wersję telewizyjną czytała w latach 90.
4 maja 2009 Paweł „MrJedi” Musiałowski został zastąpiony w firmie przez nowego redaktora naczelnego Adama „Akashi Morii” Bochińskiego.
Obecnie Anime Gate, jak i ich strona internetowa, już nie istnieje. W lipcu 2013 domena Anime-Gate.pl nie została przedłużona przez Vision i trafiła do ponownego obrotu.

## Wydane

### Anime (pełnometrażowe)
1. Appleseed (kino)
2. Evangelion 1.11: (Nie) jesteś sam (Evangelion: 1.11 You Are (Not) Alone)
3. Shin angyō onshi: Ostatni strażnik magii
4. Vampire Hunter D: Żądza krwi (Vampire Hunter D: Bloodlust)
5. Vexille (kino)

### Anime (seriale)
| Serie zakończone: - Aquarion (Sōsei no Aquarion) - Bracia Czarnej Krwi (Black Blood Brothers) - Daphne (Hikari to Mizu no Daphne) - Devil May Cry - Erementar Gerad - Ergo Proxy - Haibane renmei: Stowarzyszenie szaropiórych - Hellsing - Kapłanki przeklętych dni (Kannazuki no Miko) - Kawaler miecza (Le Chevalier d’Eon) - Last Exile - Magia tęczowych gwiazd (Nanatsuiro Drops) - Project Blue: SOS dla Ziemi! (Project Blue: Chikyū SOS) - Ray - Reideen - Rushuna – wystrzałowa wojowniczka (Grenadier: Hohoemi no senshi) - Samurai Champloo - Shakugan no Shana: Ognistooka Shana - Tokyo Majin - Trinity Blood | Serie anulowane: - Słodkie, słodkie czary (Sugar Sugar Rune) |  |

### Anime (OAV)
1. Karas
2. Okręt podwodny 707 (Submarine 707 Revolution)
3. Tristia: Błękitna wyspa (Aoi umi no Tristia)

### Filmy aktorskie
1. Azumi
2. Azumi 2: Miłość albo śmierć (Azumi 2: Death or Love)
3. Casshern
4. Devilman
5. Yamato (Otokotachi no Yamato)

### Hentai
1. Renzu: Miłosne fotografie

### Inne
1. Elysium – animacja koreańska